# Sílvio Lagreca
Sílvio Lagreca (Piracicaba, Brasil, 14 de junio de 1895-29 de abril de 1966) fue un futbolista, entrenador y árbitro de fútbol de Brasil que jugó en la posición de centrocampista.

## Carrera

### Club
Jugó toda su carrera con el AA São Bento de 1914 a 1921 con el que ganó el Campeonato Paulista en una ocasión y ganó dos títulos de copa.

### Selección nacional
Jugó para Brasil en 15 ocasiones de 1914 a 1917 y anotó un gol; participó en dos ediciones de la Copa América.

### Entrenador
Junto a Rubens Salles fue el primer entrenador de Brasil en 1914, selección a la cual dirigió en dos ediciones de Copa América; además de también haber dirigido a la desaparecida selección de São Paulo y al Palestra Italia en 1922.

### Árbitro
Fue el primer árbitro en dirigir un partido oficial del Palestra Italia, el 24 de enero de 1915 en una victoria por 2-0 sobre Savoia en un partido amistoso.

## Logros
- Campeonato Paulista (1): 1914
- Taça dos Campeões Rio-São Paulo (1): 1914[4]